# Сорбо-Сан Микеле (Кампобасо)
Сорбо-Сан Микеле је насеље у Италији у округу Кампобасо, региону Молизе.
Према процени из 2011. у насељу је живело 50 становника. Насеље се налази на надморској висини од 580 м.